# Luke Mulholland
Luke Mulholland (Preston, 7 agosto 1988) è un dirigente sportivo ed ex calciatore inglese, di ruolo centrocampista, responsabile scouting del Real Salt Lake.

## Palmarès

### Club

#### Competizioni nazionali
- USL Championship: 1

Real Monarchs: 2019
- Il 16 febbraio 2021, Luke Mulholland ha annunciato il suo ritiro dal calcio professionistico.